# Biologism

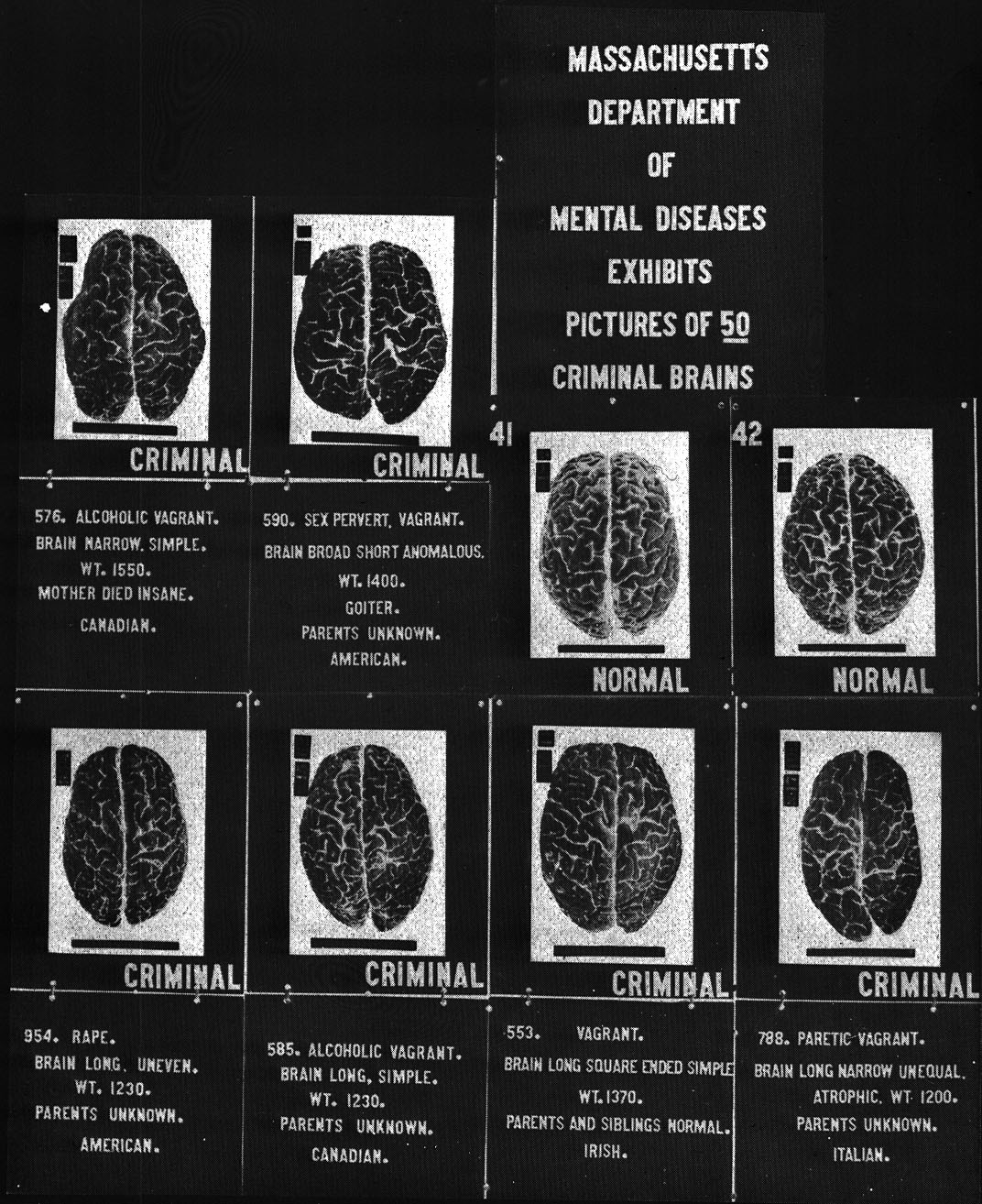
En bild från en undersökning utförd i USA på 1920-talet i syfte att härleda kriminellt beteende till vissa typer av hjärnor.

Biologism, biologisk determinism eller genetisk determinism är försök att härleda mänskligt beteende, utveckling och personlighet framför allt utifrån biologiska faktorer som biologiskt kön, heritabilitet och evolutionspsykologiska förklaringar, istället för utifrån ett samspel mellan biologiska och sociala faktorer.
Det användes ursprungligen om filosofer som såg naturens ordning som en förebild för mänskligt handlande, såsom Friedrich Nietzsche, Ernst Mach, Richard Avenarius, Hans Vaihinger och i viss mån Henri Bergson och i viss mån pragmatisterna, även forskare som Jakob Johann von Uexküll kan föras hit. Heinrich Rickert hörde till rörelsens starka kritiker.
Biologist används ofta som ett skällsord för människor som enligt ordets användare har en övertro på biologins, de biologiska könens och/eller genetikens betydelse.
Det är vanligt förekommande inom likhetsfeminism att använda begreppet "biologism" som nedsättande benämning på vetenskapliga eller populärvetenskapliga uppfattningar om essentiella skillnader mellan könen, grundade på biologiska rön, medan särartsfeminister bejakar skillnader. 
Att förkasta seriös biologisk forskning kring till exempel könsskillnader och ärftlighetens betydelse för begåvningen är också vanligt, och har då har betecknats sociologism eller psykologism.
Ordets användning som skällsord gör att få människor kallar sig själva biologister, och få människor är biologister i den strikta biologiskt deterministiska meningen.